# Per Olof Sundman
Per Olof Sundman (* 4. September 1922 in Vaxholm; † 9. Oktober 1992 in Stockholm) war ein schwedischer Schriftsteller und Politiker.

## Leben
Per Olof Sundman besuchte ein Gymnasium in Stockholm. In seiner Jugend war er aktiv in der nazistischen Organisation Nordisk Ungdom. Er war Soldat und übte verschiedene Berufe aus, so war er von 1949 bis 1963 Hotelwirt in Nordschweden. Er war als Kommunalpolitiker tätig. Als Mitglied der Centerpartiet war er von 1969 bis 1980 Abgeordneter im Reichstag. Ab 1975 war er Mitglied der Schwedischen Akademie.
In seinen Romanen behandelt er das menschliche Verhalten in Grenzsituationen, oft beschreibt er Einzelgänger im nordeuropäischen Lebensraum. Er pflegte einen sachlichen, reportagehaften Schreibstil. Sein Roman Ingenieur Andrées Luftfahrt wurde 1982 von Jan Troell verfilmt (deutscher Verleihtitel: Der Flug des Adlers).
Peter Keckeis vom Verlagshaus Benziger ebnete Per Olof Sundman und anderen skandinavischen Autoren wie Eyvind Johnson oder Dea Trier Mørch den Weg zum deutschsprachigen Leser.

## Deutsche Ausgaben (Auswahl)
- Die Expedition, Roman, übersetzt von Mignon und Erich Furreg, Benziger Verlag Einsiedeln, Zürich und Köln 1965 (Expeditionen, 1962)
- Zwei Tage, zwei Nächte, Roman, übersetzt von Walter Lindenthal, Benziger Verlag Einsiedeln, Zürich und Köln 1967 (Två dagar, två nätter, 1965)
- Ingenieur Andrées Luftfahrt, Roman (über Andrées Polarexpedition von 1897), übersetzt von Udo Birckholz, Benziger Verlag Einsiedeln, Zürich und Köln 1969 (Ingenjör Andrées luftfärd, 1967)
- Die Untersuchung, Roman, übersetzt von Udo Birckholz, Benziger Verlag Einsiedeln, Zürich und Köln 1971, ISBN 3-545-36126-8 (Undersökningen, 1958)
- Bericht über Sámur, Roman, übersetzt von Walter Baumgartner, Benziger Verlag Einsiedeln, Zürich und Köln 1977, ISBN 3-545-36280-9 (Berättelsen om Såm, 1977)

(Deutsche Ausgaben erschienen bei Benziger, Lübbe, dem DTV sowie im Verlag Volk und Welt, Berlin/DDR.)

## Film
- 1978: Per Olof Sundman. Eine Produktion des Saarländischen Rundfunks/Fernsehen (45 Minuten). Buch und Regie: Klaus Peter Dencker